# العدو المثالي (فلم 2020)
العدو المثالي (بالإنجليزية: A Perfect Enemy) فيلم دراما، وإثارة، وجريمة إسباني لعام 2020، من إخراج وكتابة المخرج الإسباني كايك مايلو ، ساعدته في الكتابة كريستينا كليمنتي، وفرناندو نافارو. الفيلم مقتبس من رواية الكاتب اميلي نوثومب «مستحضرات تجميل الشر The Enemy's Cosmetique». الفيلم من بطولة توماس كوت، وأثينا ستراتس، وجوتز فوغل فون فوغلشتاين. تدور أحداث الفيلم عندما تقترب فتاة ثرثارة من مهندس معماري ناجح في رحلته من مطار باريس. على الرغم من أن الاجتماع يبدو مصادفة، إلا أنه سرعان ما يكون هناك تحول من شأنه أن يحول المواجهة إلى شيء أكثر شراً وإجرامًا.
عُرض الفيلم لأول مرة في مهرجان سيتجيس السينمائي في أكتوبر 2020.

## طاقم التمثيل
توماس كوت: في دور أنجست جرمياسيس (جيريمي)
أثينا ستراتس: في دور تيكسل تكستور
مارتا نيتو: في دور إيزابيل (زوجة جيريمي)
دومينيك بينون: في دور جون
جوتز فوغل فون فوغلشتاين: في دور زوج والدة تكسيل

## أحداث الفيلم
يبدأ الفيلم بكلمات المهندس جرمياسيس (توماس كوت) وهو ينهي محاضرته في باريس حيث يقول: «منذ أن كنت صغيراً كنت مهوساً بالبحث عن الكمال، ربما لأن الكمال كانت كلمة كررها أساتذتي في مجال الهندسة المعمارية طوال الوقت... بعد عشرين عاماً فهمت أن الكمال في الهندسة المعمارية كما قال أنطوان دو سانت إكزوبيري.. لا يتحقق الكمال عندما لا يوجد شيء آخر يمكن إضافته، ولكن عندما لا يتبقى شيء يمكن سلبه». يسارع جيريمي إلى سيارة تقله إلى المطار، ويركض بجواره صديقاً من فرنسا، جون (دومينيك بينون)، الذي ينظر إلى أصبعه ويسأله: «مازلت ترتديه يا جيريمي؟ لقد تركتك منذ 20 عاماً»، ويجيب جيريمي انه مازال يحتاج لوقت.
تسارع إلى سيارته فتاة شابة، تيكسل تكستور (أثينا ستراتس) تطلب من جيريمي توصيلها للمطار، ويأخذها معه ليكتشف هناك أن رحلته، ورحلتها أيضا قد غادرت. تجلس تيكسل تثرثر، وتسأله ان كان قد قتل احداً من قبل، وينزعج من سؤالها، وتبدد انزعاجه بقولها إنها قتلت شخصاً وهي صغيرة. وتقول أنها ستروي له قصتها في ثلاثة أجزاء، أولها مقزز، والثاني مخيف، والثالث ينتهي بالحب. تبدأ تيكسل في روايتها، وجيريمي يتخيل نفسه داخلها أحياناً. تقول تيكسل أنها عاشت في منزل صغير مع والدتها، وزوجها المزعج، وثلاث قطط. كانت تشعر بعدو في داخلها، العدو داخل الإنسان الذي يشعره بوحدته، والذي يجعله يشعر بالاشمئزاز من نفسه. يبدأ جيريمي بالاهتمام بقصتها، وتخبره أنها في سن 12 سنة قامت بقتل زميلتها في الصف «فيلين» عن طريق طعن دمية على طريقة سحر الفودو، حيث كانت الفتاة فيلين جميلة، وراقصة باليه، ويقاطعها جيريمي أنه كان عنده في المدرسة شاب أيضًا يحمل كل الصفات الجيدة. تعيد تيكسل كلماتها وتقول أنها قتلت شخصين في حياتها، ويتعجل جيريمي قصتها.
تروي تيكسل أنها تركت والدتها ورحلت إلى فرنسا، والتقت بسيدة احببتها أكثر من أي شييء، كانت تزور المقابر، وقامت بمطاردتها، وأفقدتها وعيها بضرب صخرة كبيرة على الرأس، ولكنها تعود إلى وعيها، وتهرب. تلتقي تيكسل بعد عامين بنفس السيدة، وتزورها في بيتها، وتقتلها، وتخبر جيريمي أن بعد قتلها طالعت صورها، مع زوجها، وتخبره أن اسمها كان إيزابيل، ويصاب جيريمي بالذهول، أنه يجلس أمام من قتلت زوجته إيزابيل. يترك جيريمي محدثته مذهولاً، ويغسل وجهه بالماء داخل دورة مياه المطار، وتلحق به تيكسل لتقول أن القصة لم تنتهي بعد. يصعد جيريمي إلى طائرته هارباً من تيكسل، وبعد أن يطمئن في الطائرة أنها لم تصعد معه يقوم بطلب مغادرة الطائرة ليعود ويجد تيكسل. يسأل جيريمي بعصبية تيكسل عن تفاصيل أكثر، وتطلب هي منه أن يروي قصته. يروي جيريمي زواجه من إيزابيل، وشعوره ببرودها تجاهه، ومحاولته الرحيل، ثم عودته، واكتشافه ترتيباتها لكي تهجره، ويقتلها، ويتخلص من جثتها في جريمة كاملة. يصعد جيريمي إلى الطائرة ليجد تيكسل في كل مكان، ويكتشف مع الوقت أنه لا يراها أحد سواه، يكتشف أنها صوته الداخلي، أو العدو الداخلي.

## الإنتاج
تم تعيين المخرج الإسباني كايك مايلو للإخراج، وإعادة صياغة الرواية الفرنسية «مستحضرات التجميل من العدو» للكاتبة البلجيكية أميلي نوتومب التي صدرت 2004، والتي تم تعديلها بمساعدة كريستينا كليمنتي وفرناندو نافارو.
حصل الفيلم على تمويل إنتاجي بقيمة 450.000 يورو من شركة أفلام هيسن اند ميديا. بدأ التصوير الفعلي في 16 ديسمبر 2019 حتى 21 فبراير 2020 في مدينة برشلونة، وفي باريس، وفي الحي المالي في فرانكفورت، وأيضاً في مواقع البناء بالمطار هناك. قامت بالتصوير ريتا نوريغا.
تم العرض الأول في 16 أكتوبر 2020 في مهرجان سيتجيس السينمائي، وبدأ عرض الفيلم في دور العرض الأمريكية في 11 يونيو 2021.

## استقبال الفيلم
كتب ألفونسو ريفيرا على موقع سيني يوروبا: «فيلم إثارة نفسية متطور، مع نظرة إلى الضباب الغامض... يأتي التواء في القسم الأخير، مما يجعل الأمور تصل إلى نتيجة مرضية إلى حد ما ولكنها غير عادية للغاية».
كتب روب الدام على موقع باك سيت مافيا: «دراما نفسية غير عادية، وغير متكافئة تمكنت من التغلب على الهبوط، على الرغم من السير في طريق غير مستقر. يستغرق التعود على اللهجات الإنجليزية بعض الوقت، لكن هذه الغرابة الطفيفة تضيف طبقة إضافية من الغموض».
منح موقع الطماطم الفاسدة الفيلم تقييماً مقداره 100% بناءاً على آراء 8 نقاد.
منح موقع قاعدة بيانات الأفلام على الإنترنت «أي ام دي بي IMDb» الفيلم تقييم 3/5 بناءاً على آراء 19 ناقداً سينمائياً.
منح موقع فيلم افانتي الفيلم تقديراً 5.4 من 10.
ترشح «العدو المثالي» في المسابقة الرسمية لمهرجان الفيلم الكتالوني الدولي سيتجيس 2020 لجائزة أفضل فيلم.

## وصلات خارجية
https://www.imdb.com/title/tt9421200/ العدو المثالي (فيلم 2020)
https://www.filmaffinity.com/us/film296539.html العدو المثالي (فيلم 2020)
https://www.rottentomatoes.com/m/a_perfect_enemy العدو المثالي (فيلم 2020)
https://www.backseatmafia.com/grimmfest-review-a-perfect-enemy/ العدو المثالي (فيلم 2020)